# موصل كهربائي
المُوَصِّل الكَهْرَبيّ أو المُوْصِل الكَهْرَبيّ (بسكون الواو) جسمٌ يمر فيه التيار الكهرَبيّ. وأكثرُ المُوصِلات الجيدة للكهرباء إيصالها جيدٌ للحرارة.

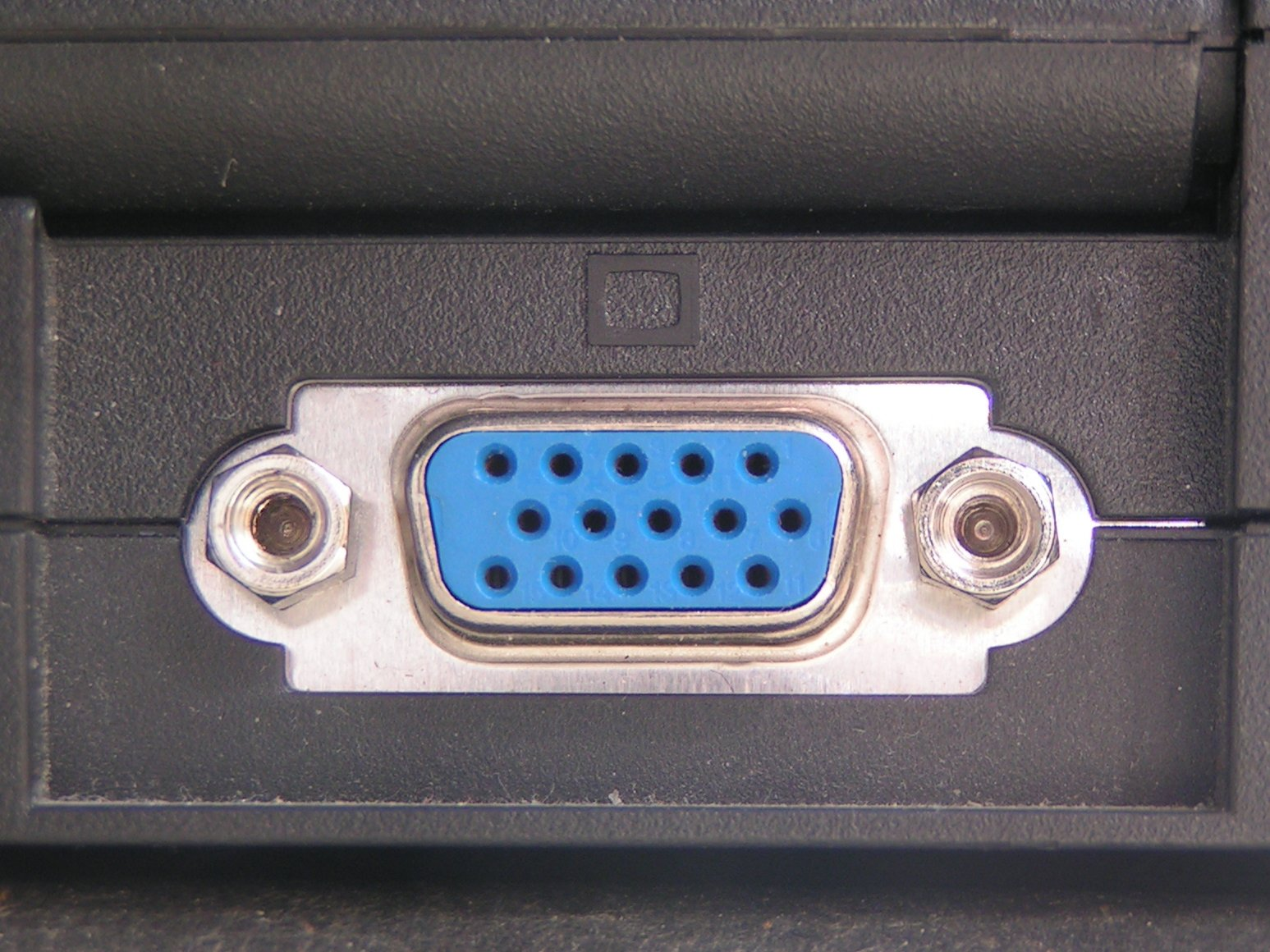
أحد اشكال الموصلات الكهربائية، منفذ VGA connector.

والمعادن عامةً مُوصِلات كهربية، وأجودُها إيصالًا: الفضة، ثم النحاس (وهو أكثرُها استعمالُا)، ثم والذهب، ويندُر اتخاذ الفضة والذهب مُوصِلاتٍ؛ لغلاء أسعارِها. إلا أن الذهب: في الحاسوب، والإلكترونية، ويُستعمل طبقةً رقيقة لتغطية تآكل أسلاك النحاس وحمايتها، أو الفضة للدوائر المطبوعة ولهم صلات (الذي يلغي مقاومة الاتصال التي وجدت على الموصلات والاتصالات في النحاس المؤكسد).
والماء مُوْصِلٌ جيد إذا احتوى شيئًا من الشوائب.
والمواد فائقة الإيصال موصلات ممتازة للكهرباء إذا استوفَت شروطًا (كدرجة الحرارة)، ولكنَّ بِنيتَها اللازمة لتشغيلها جعلَتها لا تُستعمل إلا في حالات حاصة، مثل: سيرن مسرع الجسيمات التي تحتاج مجالاتٍ مغناطيسية عالية جدًا، ولكن أيضًا في الكهرطيسات لآلات التصوير بالرنين المغناطيسي.

## مواد مقاومة
جميع المعادن تقاوم مرور الكهرباء مما يؤدي إلى جعلها أكثر أو أقل تسخينًا وفقًا لمقاومتها. لهذا السبب يوصى بإلغاء لف الكبل عند اجتيازه بواسطة تيار كبير. وبالتالي يتم إخلاء الحرارة المنبعثة من الكبل بشكل أكثر فعالية، مما يحد من الزيادة في درجة الحرارة وتدهور أو ذوبان العزل.
العديد من المواد تقاوم مرور الكهرباء. هذا هو الحال بالنسبة لمعظم مواد البناء (الجص أو الخرسانة، على سبيل المثال) عندما تجف.
مواد أخرى هي أيضا:
- الجسم البشري الذي تعتمد المواصلة على معايير مختلفة (الماء، الإجهاد، رطوبة الجلد) [12]
- الخشب الجاف هو عازل طبيعي (حراري وكهربائي) يمكن أن تجعل الرطوبة موصلة [13]
- والمياه، والتي نقية هو عازل نظرا لعدم وجود أيون [14] يصبح يوصل الكهرباء بسهولة كلما كان هناك أدنى النجاسة (في المياه المالحة تجري بشكل طبيعي من الكهرباء).[14]

## أشباه الموصلات
تتميز أشباه الموصلات، التي تستخدم غالبًا في مجال الإلكترونيات، بخصوصية كونها عوازل، ولكنها يمكن أن تصبح موصلة بسهولة عن طريق المنشطات أو التحكم الكهربائي. وقد تم تسليط الضوء على هذه الخاصية مع الثنائيات الأولى وأول الترانزستورات وهي اليوم مع جميع الدوائر المتكاملة الموجودة في جميع الأجهزة الإلكترونية تقريبا (الراديو والتلفزيون والهاتف).

## الموصلات الفائقة

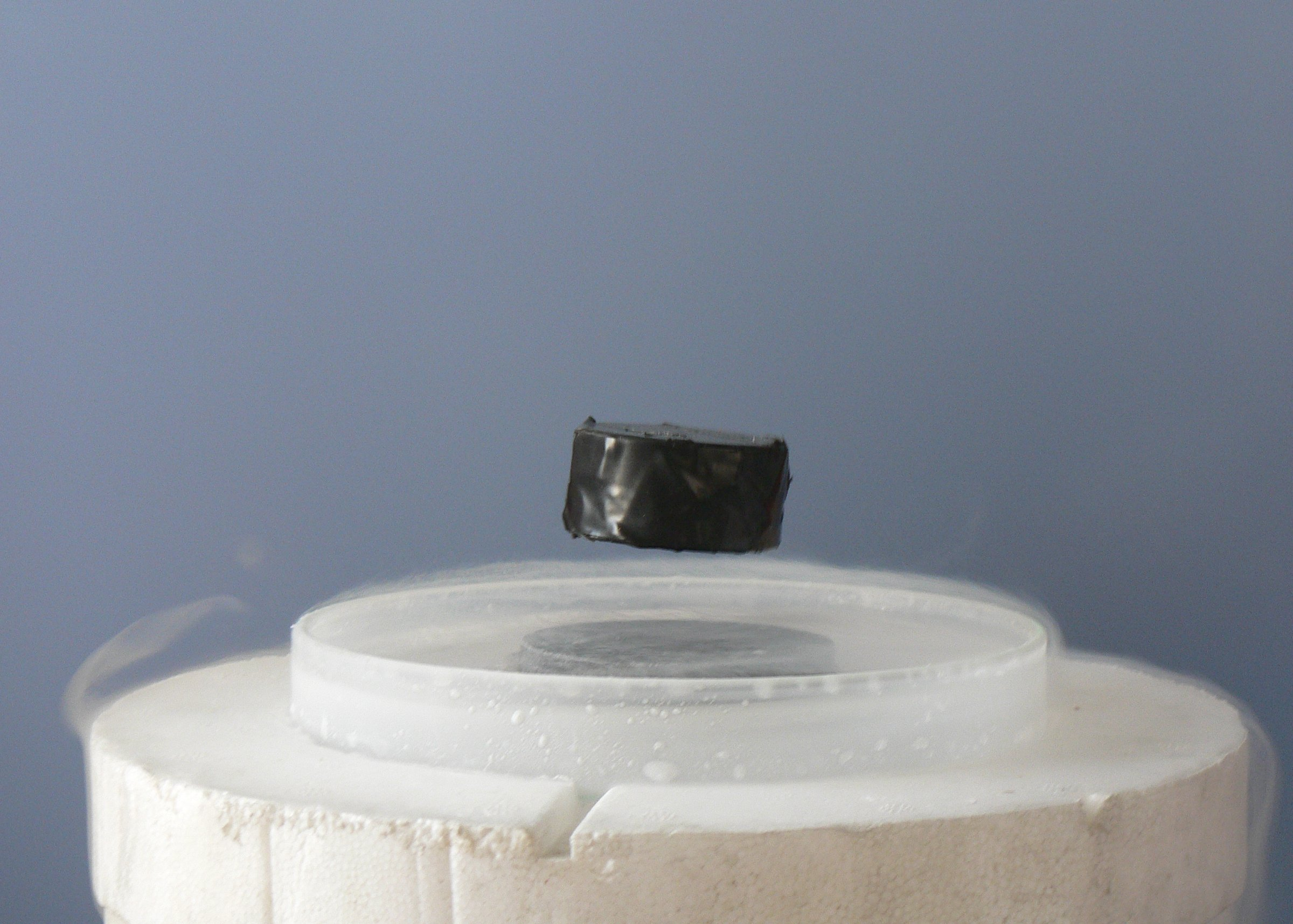
المغناطيس في الرفع المغناطيسي فوق الموصل الفائق بفضل ظاهرة مايسنر.

الموصلات الفائقة هي المواد ذات الخصائص اثنين:
- غياب المقاومة الكهربائية
- طرد المجال المغناطيسي - تأثير ميسنر - من الداخل.

الموصلية الفائقة اكتشفت لأول مرة تاريخيا في أوائل القرن العشرين  والذي نسميه عادة «الموصلية الفائقة التقليدية»، يتجلى في درجات حرارة منخفضة للغاية، بالقرب من الصفر المطلق (−273٫15 °C). وستكون الموصلية الفائقة على وجه الخصوص قادرة على نقل الكهرباء دون فقدان الطاقة، لذلك التطبيقات المحتملة إستراتيجية.
في عام 2008 «درجات حرارة عالية» الموصلات الفائقة (55 K فقط) تم اكتشافه.
في عام 2013، اقترح اثنان من علماء الفيزياء الروس مسارًا جديدًا يجمع بين الموصلات الفائقة التقليدية والمواد الأولية.